# Prometopus albistigma
Prometopus albistigma là một loài bướm đêm trong họ Noctuidae.